# Broomall
Broomall est une census-designated place située dans le comté de Delaware, dans le Commonwealth de Pennsylvanie, aux États-Unis. Sa population s’élevait à 10 789 habitants lors du recensement de 2010.

## Personnalités liées à la ville
- l’écrivain Vincas Krėvė-Mickevičius est mort à Broomall en 1954 ;
- le psychanalyste Robert Waelder  est mort à Broomall en 1967.

## Source
- (en) Cet article est partiellement ou en totalité issu de l’article de Wikipédia en anglais intitulé « Broomall, Pennsylvania » (voir la liste des auteurs).